# 埼玉県立皆野高等学校
埼玉県立皆野高等学校（さいたまけんりつ みなのこうとうがっこう）は、埼玉県秩父郡皆野町に所在する公立の商業高等学校。

## 概要
- 1966年（昭和41年）に組合立秩父東高等学校皆野分校として設置された。
- 1968年（昭和43年）に組合立埼玉県皆野高等学校として独立した。
- 1969年（昭和44年）に県立移管された秩父管内唯一の商業科を持つ。
- 2023年　令和5年度をもって募集停止[1]。
- 2026年　埼玉県立秩父高等学校と統合し、秩父・皆野新校(仮称)となる（予定）。

## 沿革
- 1965年（昭和40年）1月1日 - 組合立秩父東高等学校設置認可
- 1966年（昭和41年）
  - 3月31日 - 組合立秩父東高等学校皆野分校設置認可（全日制商業科、受け入れは男子のみ）
  - 4月5日 - 第1回入学式を挙行
- 1967年（昭和42年）3月8日 - 皆野町大字皆野1381番地より旧皆野中学校跡地である大字皆野1420番地へ移転
- 1968年（昭和43年）3月30日 - 組合立埼玉県皆野高等学校設置認可（組合立埼玉県秩父東高等学校の県立移管に伴い、同校皆野分校は分離独立し、組合立埼玉県皆野高等学校と改称される。全日制商業科、男子のみ）
- 1969年（昭和44年）
  - 3月30日 - 組合立埼玉県皆野高等学校廃止
  - 3月31日 - 組合立埼玉県皆野高等学校を県立移管し、埼玉県立皆野高等学校となる。県立としての第1回卒業式を挙行
  - 4月1日 - 全日制商業科の男女別学（男子校）の高等学校から男女共学の高等学校となる
  - 4月8日 - 男女共学になって初めての入学式を挙行
  - 11月19日 - 新校舎起工式を挙行（第一期工事）
- 1970年（昭和45年）8月28日 - 皆野町皆野1420番地の旧校舎より皆野町大字大渕字関口19-1の新校舎へ移転
- 1971年（昭和46年）3月12日 - 第3回卒業証書授与式を挙行（留年者等を除き、男子校時代の卒業生が卒業）
- 1972年（昭和47年）3月14日 - 第4回卒業証書授与式を挙行（男女共学になって初めての卒業証書授与式）
- 1975年（昭和50年）5月15日 - 創立10周年記念式典を挙行
- 1983年（昭和58年）3月18日 - 本年度と翌年度の二カ年、文部省教育課程（職業教育）の研究指定校となる
- 1986年（昭和61年）
  - 5月15日 - 学則を改正し、創立20周年にちなみ、創立10周年記念式典の開催日を創立記念日とする
  - 11月15日 - 創立20周年記念式典を挙行
- 1989年（平成元年）4月1日 - 学則を改正し、商業科1学級を情報処理科に学科転換する
- 1995年（平成7年）11月18日 - 創立30周年記念式典を挙行
- 2003年（平成15年）4月8日 - 商業科、情報処理科の二学科を「商業系」としてくくり募集して最初の入学式を挙行
- 2005年（平成17年）10月22日 - 創立40周年記念式典を挙行
- 2015年（平成27年）10月24日 - 創立50周年記念式典を挙行
- 2023年　令和5年度をもって募集停止。
- 2026年　埼玉県立秩父高等学校と統合し秩父・皆野新校(仮称)となる（予定）。

## 施設
校舎は3棟から成り立つ。運動施設としては、校庭・体育館の他、武道場、弓道場、ホッケーコートがあるが、プールは無い。

## 教育組織
くくり募集により商業系として募集を行う。商業科と情報処理科に分かれるのは3年生になってからである。
- 1年時　
商業系として、簿記、商業技術（電卓、ワープロ）、情報処理、ビジネス基礎の他、課題研究が1時間ありその中で2年時での選択を決定する。
- 2年時
4つのユニットにわかれての学習が中心となる。ユニットは、ビジネス会計ユニット、ビジネスリテラシーユニット、情報システムユニット、情報リテラシーユニットに分かれており、それぞれプラスワンとよばれる選択の授業がある。またかつては3年時に設定されていた総合実践が2年時に設定されている。
- 3年時
学科決定科目として、ビジネス総合と情報技術総合という授業がある。また商業の授業としては、課題研究が設定されておりその中には、個性的な科目が多数存在している。必修として経済活動と法という授業が設定されている他、選択A、選択Bでは商業科目以外の選択も用意されている。

- 全国商業高等学校協会主催の検定や、全国経理学校協会主催の検定を中心に取得に取り組み、授業の一環としても数回の検定受検がある。
- その他
  - 平成16年度から「皆野高校バーチャルモール」と題するECサイトを開設。その管理の一部を生徒が行い、教員が指導を行っている。
  - かつては、年末にマラソン大会を開催していた。このマラソン大会には制限時間があり、制限内に戻れないと、2学期終業式後に学校を囲むように山岳路を走る、通称「山かけ」が科せられていた。

## クラブ
- 商業研究部（旧コンピューター部・ワープロ部・簿記部が合併）

- JRC
- 英語部
- 華道部
- 茶道部
- 写真部
- 書道部
- 科学部
- 美術イラスト部
- 弓道部
- 剣道部
- サッカー部
- 卓球部
- ソフトテニス部
- バスケットボール部
- バドミントン部
- バレーボール部
- ホッケー部
- 陸上競技部

- - ホッケー部、弓道部、剣道部がインターハイにも出場し結果を残しており、全国優勝も果たしている。

## おもな進路
- 地元企業、周辺地域への就職、4年制大学・専門学校への進学[2]

## 交通アクセス
- 皆野駅・親鼻駅 - 徒歩25-30分、自転車15分
- 皆野駅より町営バスが、皆野高校の下にある長生荘の前まで来ている。
- 美里、大里地区ために平成23年度よりスクールバスの運行が始まった。

## 出身者
- 新井涼平 - 陸上選手
- 伊藤亮 - ホッケー選手
- 大澤規男 - 剣道家
- 持田仁 - 写真家